# Village des Arts de Dakar
Le Village des Arts de Dakar, est un lieu consacré aux arts et en particulier à l'art contemporain, situé à Dakar au Sénégal,,,. Il a été inauguré le 23 avril 1998. 

## Historique
Le premier Village des Arts est à l'origine un simple squat initié en 1977 à Dakar par El Hadji Sy dans un campement militaire abandonné. Il est très vite rejoint par près de huit dizaines d'étudiants fraîchement diplômés et professeur de l'Institut national des arts du Sénégal tout proche, qui y voient l'occasion de créer leur propre studio de travail, et qui pour certains y emménagent avec leur famille, malgré l'absence d'eau courante et d'électricité. Le village est géré par la collectivité sous l'autorité d'un « chef de village ». Perçu comme non officiel, le Village, qui accueille des peintres, dessinateurs, photographes et sculpteurs de la seconde génération post-coloniale d'artistes du Sénégal, est de fait un lieu de recherche et d'expérimentation qui symbolise une contre-culture en rupture avec la très officielle Cité des Arts, subventionnée par le gouvernement et représentative de l'« École de Dakar ». Il accueille des concerts et des expositions, tandis qu'artistes et visiteurs échangent sur l'art au sein des ateliers ouverts. Le Village acquiert une dimension mythique dans l'histoire des arts du Sénégal.
Toutefois, en 1983, Abdou Diouf fait raser le village, arguant que la priorité du Sénégal est le développement économique. Il en reconstruira la version actuelle en 1998.

## Localisation
Il se trouve sur la route de l’aéroport international Léopold Sédar Senghor, entre le stade Léopold Sédar Senghor et le pont du CICES. Le Village des Arts a été créé sur l'ancien camp des travailleurs chinois ayant participé à la construction du stade. 

## Description

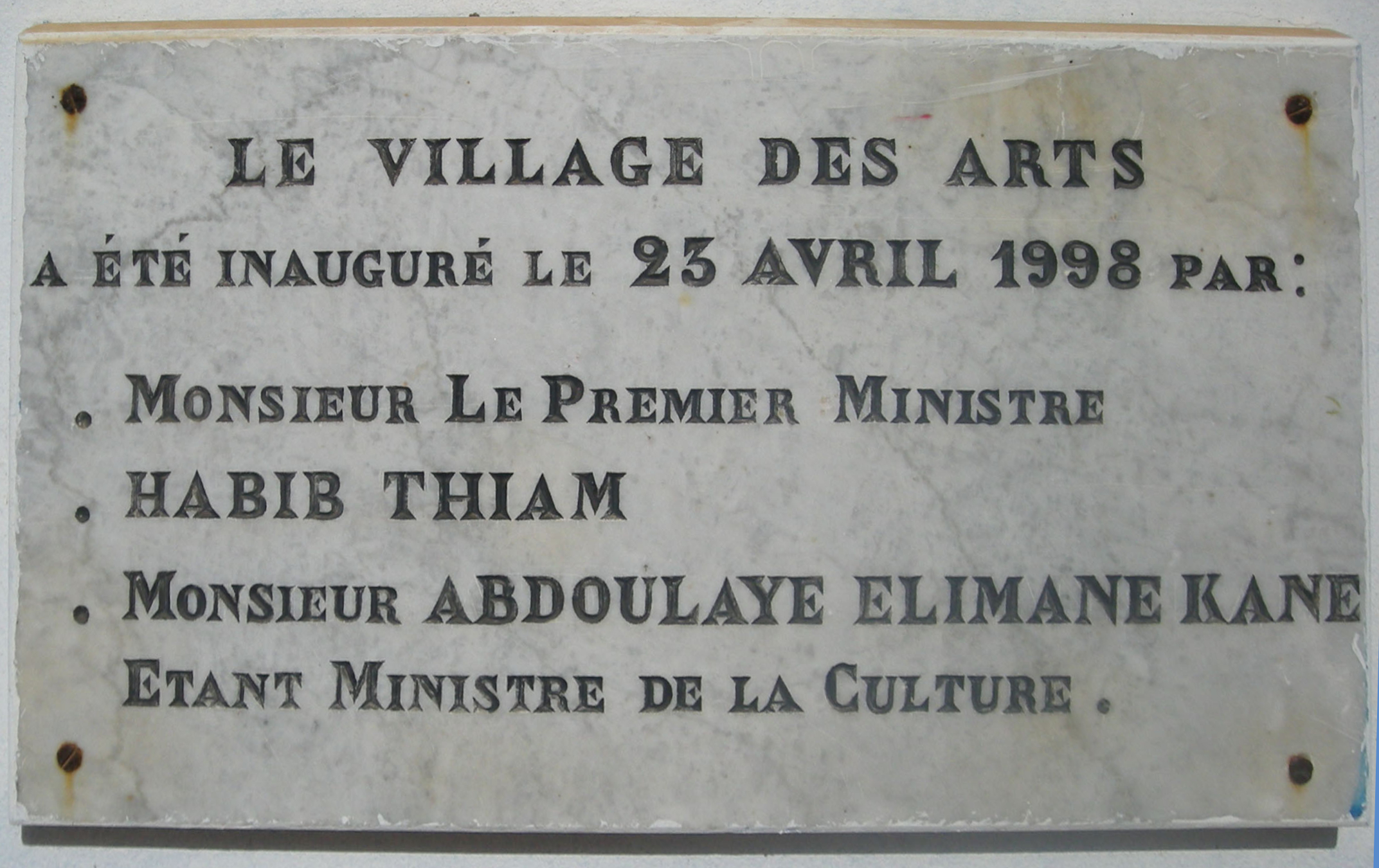
Plaque commémorative de l'inauguration en 1998.

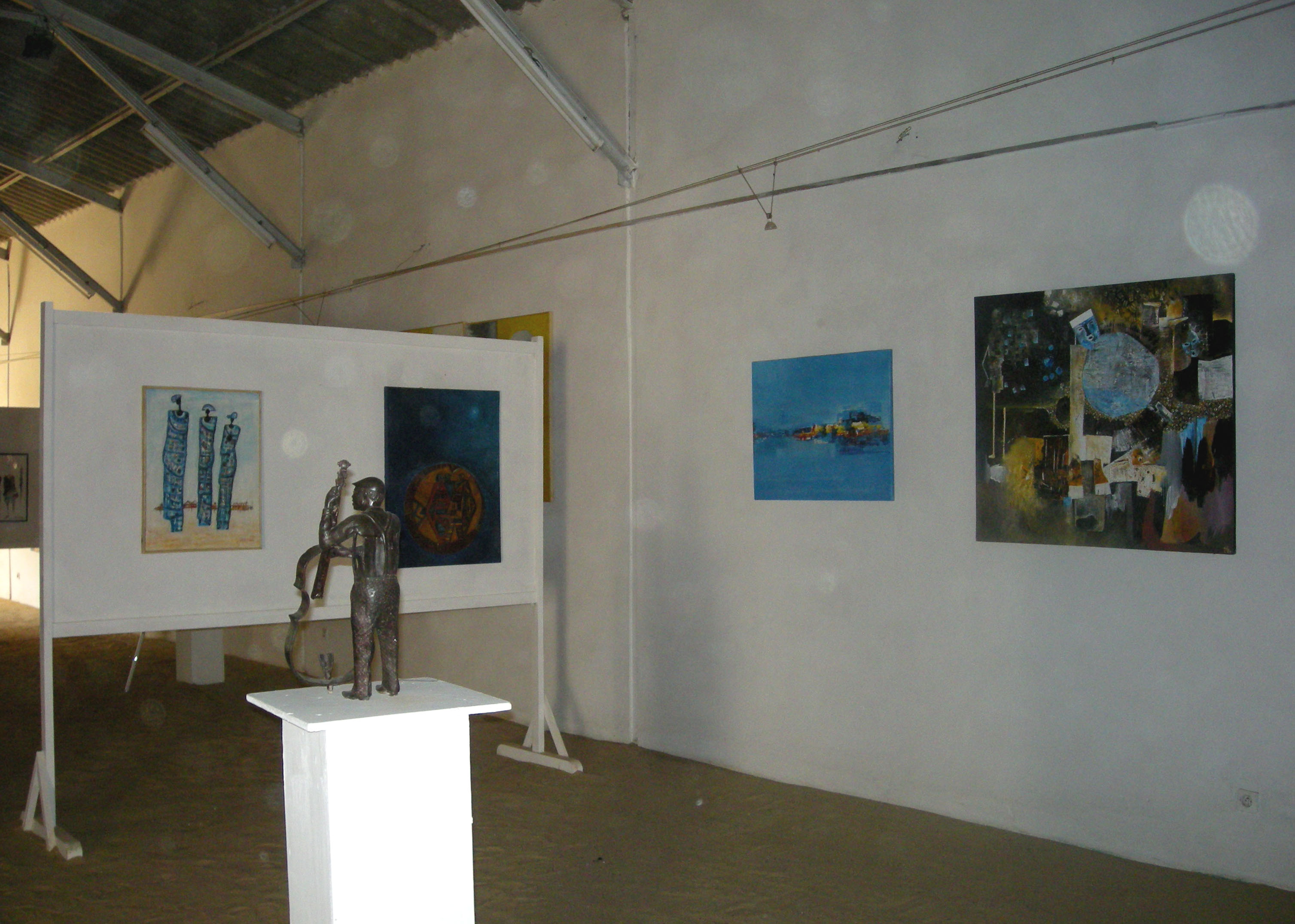
Exposition temporaire.

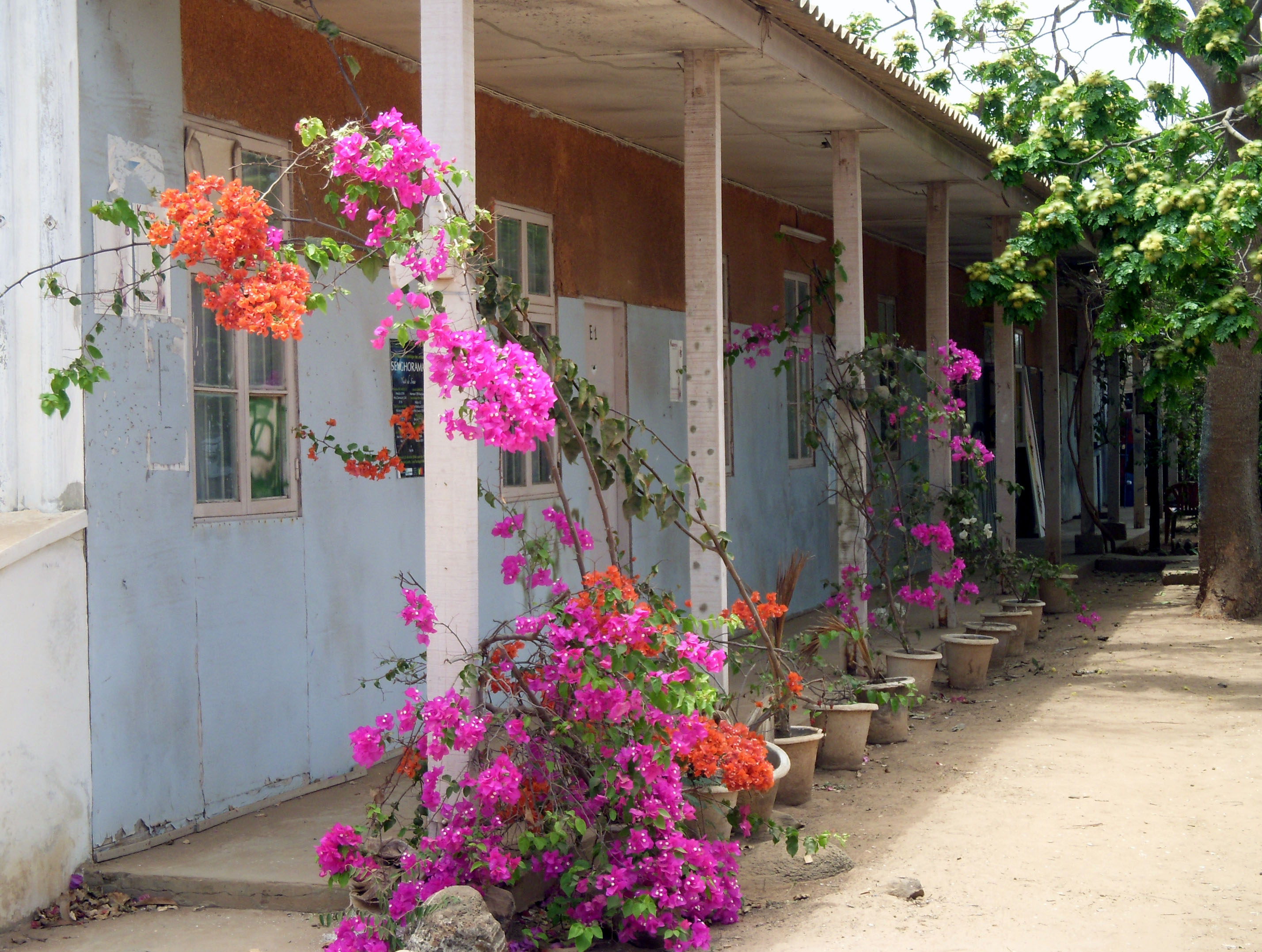
Ateliers d'artistes.

Le village des arts comprend cinquante-deux ateliers. Toutes les disciplines des arts visuels y sont représentées (peinture, sculpture, céramique, photographie, vidéo, installation, etc.). Le Village est doté d’une galerie d'environ 300 m2, une des meilleures cimaises de Dakar, qui reçoit toute l’année des expositions.
Mis à la disposition de la communauté des artistes plasticiens par l’État du Sénégal depuis 1998, le village des arts est géré conjointement par le Ministère de la Culture et du Patrimoine Historique Classé et le Comité des Artistes Résidents.

## Programmation annuelle
Dans ses programmes annuels, le comité des artistes résidents a réalisé plusieurs workshops et expositions : 
- 1992- 2006 : Workshop amitié des couleurs LOSITO Sénégal – Autriche[9] ;
- 2003 : Workshop solidarité I et expo à la galerie nationale des arts de Dakar ;
- 2004 : workshop solidarité II et expo à la galerie Léopold. S. SENGHOR ;
- 2003-2004 : workshop et expo HUMANIT ART avec le CICR à la galerie L.S.S du Village des Arts ;
- 2003-2005 : plusieurs expositions ont été tenues par les écoles françaises de Dakar à la Galerie L.S.S du Village des Arts ;
- 2000-2006 : l’ASBL « Arts sans frontière » de Liège (Belgique), a réalisé de nombreuses expositions avec le village des arts ;
- 2006 : Participation au projet Birdinwest ;
- 2007 : Activités avec les élèves du collège Damel de Grand Yoff en partenariat avec une ONG sénégalo-américaine (SENECORPS) et le Mouvement International pour la Paix entre les Peuples (M.I.P.P).